# Sistema de una etapa

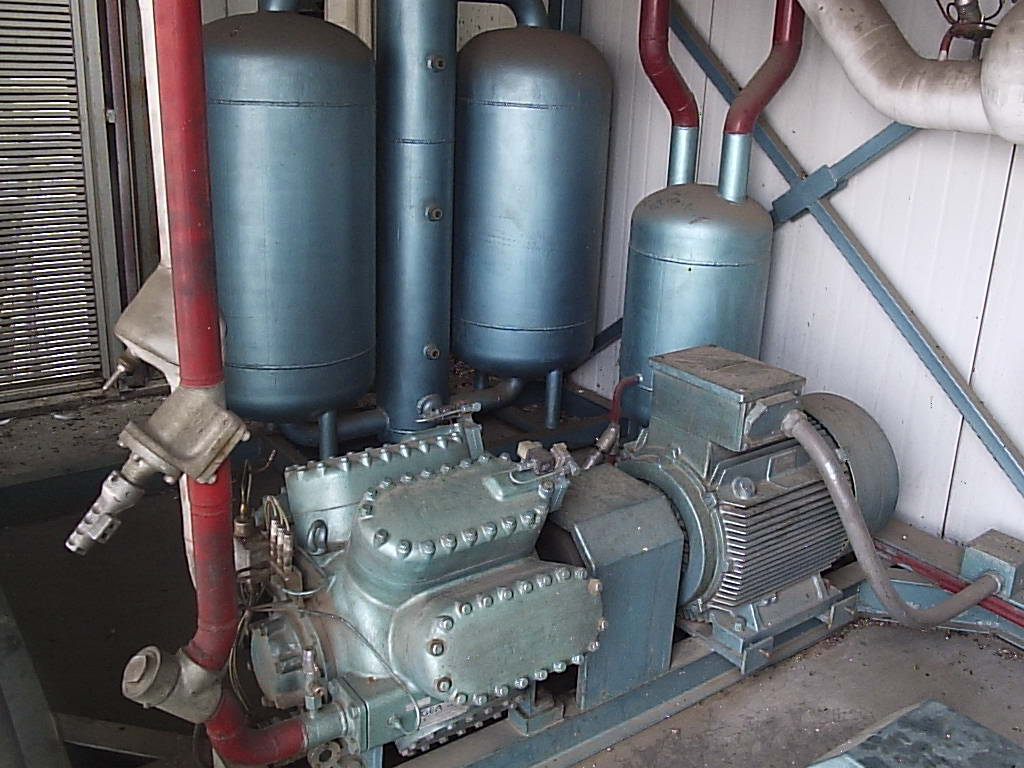
Compresor alternativo industrial de una etapa de 8 cilindros para R22.

El sistema de compresión de una etapa es aquel en el cual la compresión mecánica de gas refrigerante se realiza directamente desde la presión a la salida del evaporador hasta la presión de condensación del refrigerante. Para dicho cometido se utiliza un también llamado compresor de una etapa.

## Aplicaciones
La compresión de una etapa –o compresión simple- es la más utilizada en sistemas de refrigeración de mediana capacidad y en sistemas acondicionadores de aire así como en la mayoría de los equipos de refrigeración debido a la relativa simplicidad de su diseño y elemental circuito de refrigeración, así como el sencillo sistema de control asociado.

## Limitaciones
Existen algunos parámetros fundamentales que, al ser excedidos en diseño, obligan a buscar solución en otro tipo de sistema frigorífico. Se mencionan dos de ellos:
- Relación de compresión: Por lo general, los sistemas de una etapa operan bajo valores de 6 á 7. No obstante lo anterior incide de gran manera el tipo de compresor y las relaciones de compresión que este soporte.
- Temperatura de evaporación: Por lo general, los sistemas de una etapa y expansión directa –y en gran parte en virtud de la relación de compresión- no alcanzan temperaturas de evaporación inferiores a los -35°C (según el refrigerante) o no lo hacen con gran eficiencia energética.

## Citas y Referencias
1. ↑  En sistemas con estanque de recirculado, la compresión se realiza desde la presión del estanque hasta la de condensación